# Dagangan (Parengan)
Dagangan is een bestuurslaag in het regentschap Tuban van de provincie Oost-Java, Indonesië. Dagangan telt 3665 inwoners (volkstelling 2010).